# Équipe de Suisse de football en 2005
Cet article présente l'année 2005 pour l'équipe de Suisse de football.

## Résumé de l'année
Après l'élimination au premier tour de l'Euro 2004, l'année 2005 constitue une progression pour l'équipe de Suisse. Dans cette seconde partie des qualifications pour la Coupe du monde 2006, la Nati réalise des éliminatoires exemplaires avec notamment deux matches nuls contre l'équipe de France, favorite du groupe (0-0 à Saint-Denis ; 1-1 à Berne).
Lors de la dernière journée des phases de poules, les matches Irlande-Suisse et France-Chypre se déroulent en même temps. Si les Français s'imposent par moins de cinq buts d'écart et que les Suisses battent les Irlandais, la Nati se qualifie directement pour le Mondial. La première condition est remplie (victoire 4-0 des Français), mais pas la seconde. En effet, les Suisses ne parviennent pas à faire sauter le verrou irlandais et repartent de Lansdowne Road avec un match nul 0-0. Les Helvètes terminent donc deuxièmes du groupe et doivent passer par l'épreuve des barrages. Le tirage au sort désigne la Turquie, troisième de la dernière Coupe du monde, comme adversaire de la Nati.
Au match aller, les Suisses s'imposent par deux buts à zéro. Le match retour, à Istanbul, est le théâtre d'un des épisodes les plus traumatisants du football suisse : après un accueil mouvementé à l'aéroport, les Suisses tombent dans un véritable guet-apens au stade Saracoğlu. L'ambiance est délétère à la fois dans les tribunes et sur le terrain. La Suisse perd par quatre buts à deux, mais se qualifie grâce aux buts marqués à l'extérieur. La joie de la qualification pour le Mondial ne dure pas longtemps : les Suisses sont victimes de jets de projectiles venant des tribunes et une bagarre générale éclate dans le couloir des vestiaires : certains joueurs suisses sont frappés et le défenseur de l'AJ Auxerre Stéphane Grichting est même victime d'une rupture du canal urinaire à la suite d'un coup de pied reçu dans les parties génitales. Les condamnations du monde du football sont unanimes, y compris de la part du président de la FIFA, Sepp Blatter, Suisse lui-même.
Les sanctions sportives sont très lourdes : la Turquie doit disputer ses six prochains matches à domicile à huis clos et sur terrain neutre, les Turcs Alpay Özalan et Emre Belözoğlu ainsi que le Suisse Benjamin Huggel écopent de six matches de suspension chacun, ce dernier étant donc suspendu pour la phase finale du Mondial. Quant au Turc Serkan Balcı, il est suspendu deux matches.

## Bilan
|           | Nombre de matchs | Victoires | Défaites | Matchs nul | Buts marqués | Buts encaissés |
| Domicile  | 4                | 2         | 0        | 2          | 5            | 2              |
| Extérieur | 7                | 4         | 1        | 2          | 12           | 7              |
| Neutre    | 0                | 0         | 0        | 0          | 0            | 0              |
| Total     | 11               | 6         | 1        | 4          | 17           | 9              |

## Matches et résultats
| Match amical                                       | Émirats arabes unis | 1 - 2   | Suisse                | Stade Al-Rashid, Dubaï                             |                                                    |
| 9 février 2005 · 19h00 · Historique des rencontres | Matar 20e           | (1 - 1) | 9e Gygax · 79e Müller | Spectateurs : 1 000 Arbitrage : Abdullah Al Hilali | Spectateurs : 1 000 Arbitrage : Abdullah Al Hilali |
| 9 février 2005 · 19h00 · Historique des rencontres | Rapport             |         |                       | Spectateurs : 1 000 Arbitrage : Abdullah Al Hilali | Spectateurs : 1 000 Arbitrage : Abdullah Al Hilali |

| CM - qualification                               | France  | 0 - 0 | Suisse | Stade de France, Saint-Denis                       |                                                    |
| 26 mars 2005 · 21h00 · Historique des rencontres |         |       |        | Spectateurs : 79 373 Arbitrage : Massimo De Santis | Spectateurs : 79 373 Arbitrage : Massimo De Santis |
| 26 mars 2005 · 21h00 · Historique des rencontres | Rapport |       |        | Spectateurs : 79 373 Arbitrage : Massimo De Santis | Spectateurs : 79 373 Arbitrage : Massimo De Santis |

| CM - qualification                               | Suisse   | 1 - 0   | Chypre | Stade du Hardturm, Zurich                      |                                                |
| 30 mars 2005 · 20h30 · Historique des rencontres | Frei 88e | (0 - 0) |        | Spectateurs : 16 066 Arbitrage : Stuart Dougal | Spectateurs : 16 066 Arbitrage : Stuart Dougal |
| 30 mars 2005 · 20h30 · Historique des rencontres | Rapport  |         |        | Spectateurs : 16 066 Arbitrage : Stuart Dougal | Spectateurs : 16 066 Arbitrage : Stuart Dougal |

| CM - qualification                              | Îles Féroé      | 1 - 3   | Suisse                   | Stade Svangaskard, Toftir                      |                                                |
| 6 juin 2005 · 16h30 · Historique des rencontres | R. Jacobsen 70e | (0 - 1) | 25e Wicky · 73e 86e Frei | Spectateurs : 2 300 Arbitrage : Serge Gumienny | Spectateurs : 2 300 Arbitrage : Serge Gumienny |
| 6 juin 2005 · 16h30 · Historique des rencontres | Rapport         |         |                          | Spectateurs : 2 300 Arbitrage : Serge Gumienny | Spectateurs : 2 300 Arbitrage : Serge Gumienny |

| Match amical                                     | Norvège | 0 - 2   | Suisse                         | Ullevaal Stadion, Oslo                              |                                                     |
| 17 août 2005 · 19h00 · Historique des rencontres |         | (0 - 0) | 50e Frei · 59e (csc) Bergdølmo | Spectateurs : 19 623 Arbitrage : Nikolai Vollquartz | Spectateurs : 19 623 Arbitrage : Nikolai Vollquartz |
| 17 août 2005 · 19h00 · Historique des rencontres | Rapport |         |                                | Spectateurs : 19 623 Arbitrage : Nikolai Vollquartz | Spectateurs : 19 623 Arbitrage : Nikolai Vollquartz |

| CM - qualification                                   | Suisse  | 1 - 1   | Israël    | Parc Saint-Jacques, Bâle                         |                                                  |
| 3 septembre 2005 · 17h30 · Historique des rencontres | Frei 5e | (1 - 1) | 20e Keisi | Spectateurs : 30 000 Arbitrage : Roberto Rosetti | Spectateurs : 30 000 Arbitrage : Roberto Rosetti |
| 3 septembre 2005 · 17h30 · Historique des rencontres | Rapport |         |           | Spectateurs : 30 000 Arbitrage : Roberto Rosetti | Spectateurs : 30 000 Arbitrage : Roberto Rosetti |

| CM - qualification                                   | Chypre        | 1 - 3   | Suisse                              | GSP, Nicosie                                   |                                                |
| 7 septembre 2005 · 21h15 · Historique des rencontres | Aloneftis 35e | (1 - 1) | 15e Frei · 69e Senderos · 84e Gygax | Spectateurs : 3 000 Arbitrage : Nikolai Ivanov | Spectateurs : 3 000 Arbitrage : Nikolai Ivanov |
| 7 septembre 2005 · 21h15 · Historique des rencontres | Rapport       |         |                                     | Spectateurs : 3 000 Arbitrage : Nikolai Ivanov | Spectateurs : 3 000 Arbitrage : Nikolai Ivanov |

| CM - qualification                                 | Suisse     | 1 - 1   | France    | Stade du Wankdorf, Berne                     |                                              |
| 8 octobre 2005 · 20h45 · Historique des rencontres | Magnin 79e | (0 - 0) | 52e Cissé | Spectateurs : 31 400 Arbitrage : Terje Hauge | Spectateurs : 31 400 Arbitrage : Terje Hauge |
| 8 octobre 2005 · 20h45 · Historique des rencontres | Rapport    |         |           | Spectateurs : 31 400 Arbitrage : Terje Hauge | Spectateurs : 31 400 Arbitrage : Terje Hauge |

| CM - qualification                                  | République d'Irlande | 0 - 0 | Suisse | Lansdowne Road, Dublin                       |                                              |
| 12 octobre 2005 · 19h45 · Historique des rencontres |                      |       |        | Spectateurs : 35 944 Arbitrage : Markus Merk | Spectateurs : 35 944 Arbitrage : Markus Merk |
| 12 octobre 2005 · 19h45 · Historique des rencontres | Rapport              |       |        | Spectateurs : 35 944 Arbitrage : Markus Merk | Spectateurs : 35 944 Arbitrage : Markus Merk |

| CM - qualification                                   | Suisse                     | 2 - 0   | Turquie | Stade du Wankdorf, Berne                      |                                               |
| 12 novembre 2005 · 20h45 · Historique des rencontres | Senderos 41e · Behrami 86e | (1 - 0) |         | Spectateurs : 31 130 Arbitrage : Lubos Michel | Spectateurs : 31 130 Arbitrage : Lubos Michel |
| 12 novembre 2005 · 20h45 · Historique des rencontres | Rapport                    |         |         | Spectateurs : 31 130 Arbitrage : Lubos Michel | Spectateurs : 31 130 Arbitrage : Lubos Michel |

| CM - qualification                                   | Turquie                                | 4 - 2   | Suisse                        | Stade Sükrü Saraçoglu, Istanbul                     |                                                     |
| 16 novembre 2005 · 20h15 · Historique des rencontres | Tuncay 22e 36e 89e · Necati 52e (pen.) | (2 - 1) | 2e (pen.) Frei · 84e Streller | Spectateurs : 42 000 Arbitrage : Frank De Bleeckere | Spectateurs : 42 000 Arbitrage : Frank De Bleeckere |
| 16 novembre 2005 · 20h15 · Historique des rencontres | Rapport                                |         |                               | Spectateurs : 42 000 Arbitrage : Frank De Bleeckere | Spectateurs : 42 000 Arbitrage : Frank De Bleeckere |